# Taylor Fritz
Taylor Harry Fritz (Palo Verde, 28 oktober 1997) is een Amerikaans tennisspeler. Hij heeft zeven ATP-toernooien gewonnen. Hij heeft daarnaast vier challengers in het enkelspel op zijn naam staan.

## Palmares
| Legenda                       | Legenda               |
| ----------------------------- | --------------------- |
| Grand Slam                    |                       |
| Olympische Spelen             |                       |
| tot 2009                      | vanaf 2009            |
| Tennis Masters Cup            | ATP Finals            |
| ATP Masters Series            | ATP Tour Masters 1000 |
| ATP International Series Gold | ATP Tour 500          |
| ATP International Series      | ATP Tour 250          |

### Enkelspel
| Nr.                  | Datum            | Toernooi             | Ondergrond    | Tegenstander in finale | Score               |         |
| -------------------- | ---------------- | -------------------- | ------------- | ---------------------- | ------------------- | ------- |
| gewonnen finales     |                  |                      |               |                        |                     |         |
| 1.                   | 29 juni 2019     | ATP Eastbourne (1)   | Gras          | Sam Querrey            | 6–3, 6–4            | details |
| 2.                   | 20 maart 2022    | ATP Indian Wells     | Hardcourt     | Rafael Nadal           | 6–3, 7–6(5)         | details |
| 3.                   | 15 juni 2022     | ATP Eastbourne (2)   | Gras          | Maxime Cressy          | 6–2, 6–7(4), 7–6(4) | details |
| 4.                   | 9 oktober 2022   | ATP Tokio            | Hardcourt     | Frances Tiafoe         | 7–6(3), 7–6(2)      | details |
| 5.                   | 19 februari 2023 | ATP Delray Beach (1) | Hardcourt     | Miomir Kecmanović      | 6–0, 5–7, 6–2       | details |
| 6.                   | 30 juli 2023     | ATP Atlanta          | Hardcourt     | Aleksandar Vukic       | 7–5, 6–7(5), 6–4    | details |
| 7.                   | 18 februari 2024 | ATP Delray Beach (2) | Hardcourt     | Tommy Paul             | 6–2, 6–3            | details |
| 8.                   | 29 juni 2024     | ATP Eastbourne (3)   | Gras          | Max Purcell            | 6–4, 6–3            | details |
| verloren finales     |                  |                      |               |                        |                     |         |
| 1.                   | 14 februari 2016 | ATP Memphis          | Hardcourt (i) | Kei Nishikori          | 4–6, 4–6            | details |
| 2.                   | 28 juli 2019     | ATP Atlanta          | Hardcourt     | Alex de Minaur         | 3–6, 6–7(2)         | details |
| 3.                   | 3 augustus 2019  | ATP Cabo San Lucas   | Hardcourt     | Diego Schwartzman      | 6–7(6), 3–6         | details |
| 4.                   | 29 februari 2020 | ATP Acapulco         | Hardcourt     | Rafael Nadal           | 3–6, 2–6            | details |
| 5.                   | 31 oktober 2021  | ATP Sint-Petersburg  | Hardcourt (i) | Marin Čilić            | 6–7(3), 6–4, 4–6    | details |
| 6.                   | 21 april 2024    | ATP München          | Gravel        | Jan-Lennard Struff     | 5–7, 3–6            | details |
| 7.                   | 8 september 2024 | US Open              | Hardcourt     | Jannik Sinner          | 3–6, 4–6, 5–7       | details |
| 8.                   | 17 november 2024 | ATP Finals           | Hardcourt (i) | Jannik Sinner          | 4–6, 4–6            | details |
| gewonnen challengers |                  |                      |               |                        |                     |         |
| 1.                   | 11 oktober 2015  | Sacramento           | Hardcourt     | Jared Donaldson        | 6–4, 3–6, 6–4       |         |
| 2.                   | 18 oktober 2015  | Fairfield            | Hardcourt     | Dustin Brown           | 6–3, 6–4            |         |
| 3.                   | 10 januari 2016  | Happy Valley         | Hardcourt     | Dudi Sela              | 7–6(7), 6–2         |         |
| 4.                   | 28 januari 2018  | Newport Beach        | Hardcourt     | Bradley Klahn          | 3–6, 7–5, 6–0       |         |

### Mannendubbelspel
| Nr.              | Datum           | Toernooi           | Ondergrond    | Partner            | Tegenstander in finale                    | Score               |         |
| ---------------- | --------------- | ------------------ | ------------- | ------------------ | ----------------------------------------- | ------------------- | ------- |
| verloren finales |                 |                    |               |                    |                                           |                     |         |
| 1.               | 4 augustus 2018 | ATP Cabo San Lucas | Hardcourt     | Thanasi Kokkinakis | Marcelo Arévalo Miguel Ángel Reyes-Varela | 4–6, 4–6            | details |
| 2.               | 27 oktober 2019 | ATP Bazel          | Hardcourt (i) | Reilly Opelka      | Jean-Julien Rojer Horia Tecău             | 5–7, 3–6            | details |
| 3.               | 25 juni 2023    | ATP Londen         | Gras          | Jiří Lehečka       | Ivan Dodig Austin Krajicek                | 4–6, 7–6(5), [3–10] | details |
| 4.               | 23 juni 2024    | ATP Londen         | Gras          | Karen Chatsjanov   | Neal Skupski Michael Venus                | 6–4, 6–7(5), [8–10] | details |

### Landencompetities
| Nr.              | Datum                | Toernooi   | Ondergrond    | Partner                                                                                           | Tegenstanders in finale                                                                                                | Score                  |         |
| ---------------- | -------------------- | ---------- | ------------- | ------------------------------------------------------------------------------------------------- | --- | ---------------------- | ------- |
| gewonnen finales |                      |            |               |                                                                                                   | |                        |         |
| 1.               | 23-25 september 2022 | Laver Cup  | Hardcourt (i) | Félix Auger-Aliassime Diego Schwartzman Frances Tiafoe Alex de Minaur Jack Sock                   | Casper Ruud Rafael Nadal Stéfanos Tsitsipás Novak Djokovic Roger Federer Andy Murray Matteo Berrettini Cameron Norrie  | 13-8 (11 wedstrijden)  | details |
| 2.               | 8 januari 2023       | United Cup | Hardcourt     | Frances Tiafoe Denis Kudla Hunter Reese Jessica Pegula Madison Keys Alycia Parks Desirae Krawczyk | Matteo Berrettini Lorenzo Musetti Andrea Vavassori Marco Bortolotti Martina Trevisan Lucia Bronzetti Camilla Rosatello | 4–0                    | details |
| 3.               | 22-24 september 2023 | Laver Cup  | Hardcourt (i) | Frances Tiafoe Tommy Paul Félix Auger-Aliassime Ben Shelton Francisco Cerúndolo                   | Andrej Roebljov Casper Ruud Hubert Hurkacz Alejandro Davidovich Fokina Gaël Monfils Arthur Fils                        | 13-2 (9 wedstrijden)   | details |
| verloren finales |                      |            |               |                                                                                                   | |                        |         |
| 1.               | 20-22 september 2019 | Laver Cup  | Hardcourt (i) | John Isner Milos Raonic Nick Kyrgios Jack Sock Denis Shapovalov                                   | Rafael Nadal Roger Federer Dominic Thiem Alexander Zverev Stéfanos Tsitsipás Fabio Fognini                             | 11-13 (12 wedstrijden) | details |

## Resultaten grote toernooien
| Legenda | Legenda                          |
| ------- | -------------------------------- |
| g.t.    | geen toernooi gehouden           |
| l.c.    | lagere categorie                 |
| –       | niet deelgenomen                 |
| G       | uitgeschakeld in de groepsfase   |
| 1R      | uitgeschakeld in de eerste ronde |
| 2R      | uitgeschakeld in de tweede ronde |
| 3R      | uitgeschakeld in de derde ronde  |
| 4R      | uitgeschakeld in de vierde ronde |
| KF      | uitgeschakeld in de kwartfinale  |
| HF      | uitgeschakeld in de halve finale |
| F       | de finale verloren               |
| W       | het toernooi gewonnen            |
| w-v     | winst/verlies-balans             |

### Enkelspel
| toernooi             | 2016 | 2017 | 2018 | 2019 | 2020 | 2021 | 2022 | 2023 | 2024 | 2025 |
| -------------------- | ---- | ---- | ---- | ---- | ---- | ---- | ---- | ---- | ---- | ---- |
| grandslamtoernooien  |      |      |      |      |      |      |      |      |      |      |
| Australian Open      | 1R   | 1R   | –    | 3R   | 3R   | 3R   | 4R   | 2R   | KF   | 3R   |
| Roland Garros        | 1R   | –    | 1R   | 2R   | 3R   | 2R   | 1R   | 3R   | 4R   | 1R   |
| Wimbledon            | 1R   | 1R   | 2R   | 2R   | g.t. | 3R   | KF   | 2R   | KF   | HF   |
| US Open              | 1R   | 2R   | 3R   | 1R   | 3R   | 2R   | 1R   | KF   | F    |      |
| ATP Finals           |      |      |      |      |      |      |      |      |      |      |
| ATP Finals           | –    | –    | –    | –    | –    | –    | HF   | –    | F    |      |
| ATP Masters 1000     |      |      |      |      |      |      |      |      |      |      |
| Indian Wells         | 1R   | 3R   | 4R   | 1R   | g.t. | HF   | W    | KF   | 4R   |      |
| Miami                | 2R   | 2R   | 1R   | 1R   | g.t. | 4R   | 4R   | KF   | 2R   |      |
| Monte Carlo          | –    | –    | –    | 3R   | g.t. | 1R   | KF   | HF   | 1R   |      |
| Madrid               | –    | –    | –    | 2R   | g.t. | 1R   | –    | 4R   | HF   |      |
| Rome                 | –    | –    | –    | 2R   | 1R   | 2R   | –    | 2R   | KF   |      |
| Montreal/Toronto     | 1R   | –    | –    | 1R   | g.t. | 1R   | 3R   | 3R   | 2R   |      |
| Cincinnati           | 1R   | –    | –    | 1R   | 2R   | 1R   | KF   | KF   | 1R   |      |
| Shanghai             | 2R   | –    | 1R   | 2R   | g.t. | g.t. | g.t. | 3R   | HF   |      |
| Parijs               | –    | –    | –    | 2R   | 1R   | 2R   | 2R   | 2R   | 2R   |      |
| olympisch            |      |      |      |      |      |      |      |      |      |      |
| Olympische Spelen    | –    | g.t. | g.t. | g.t. | g.t. | –    | g.t. | g.t. | 3R   | g.t. |
| statistieken         |      |      |      |      |      |      |      |      |      |      |
| totaal aantal titels | 0    | 0    | 0    | 1    | 0    | 0    | 3    | 2    | 0    | 0    |
| eindejaarsranking    | 76   | 104  | 49   | 32   | 29   | 23   | 9    | 10   | 4    |      |

### Dubbelspel
| toernooi             | 2015 | 2016 | 2017 | 2018 | 2019 | 2020 | 2021 | 2022 | 2023 | 2024 | 2025 |
| -------------------- | ---- | ---- | ---- | ---- | ---- | ---- | ---- | ---- | ---- | ---- | ---- |
| grandslamtoernooien  |      |      |      |      |      |      |      |      |      |      |      |
| Australian Open      | –    | –    | –    | –    | –    | 1R   | –    | –    | –    | –    | –    |
| Roland Garros        | –    | –    | –    | 1R   | –    | –    | 1R   | –    | –    | –    | –    |
| Wimbledon            | –    | –    | –    | 2R   | –    | g.t. | –    | –    | –    | –    | –    |
| US Open              | 1R   | 2R   | 2R   | –    | –    | –    | –    | –    | –    | –    |      |
| ATP Masters 1000     |      |      |      |      |      |      |      |      |      |      |      |
| Indian Wells         | –    | –    | –    | –    | 2R   | g.t. | –    | KF   | 1R   | 1R   | –    |
| Miami                | –    | –    | –    | –    | 1R   | g.t. | 2R   | –    | –    | –    | –    |
| Monte Carlo          | –    | –    | –    | –    | –    | g.t. | –    | 2R   | KF   | KF   | –    |
| Madrid               | –    | –    | –    | –    | –    | g.t. | 1R   | –    | 2R   | –    | –    |
| Rome                 | –    | –    | –    | –    | –    | –    | –    | –    | 1R   | 1R   | –    |
| Montreal/Toronto     | –    | –    | –    | –    | 2R   | g.t. | –    | –    | –    | –    |      |
| Cincinnati           | –    | 2R   | –    | –    | –    | 2R   | –    | –    | –    | –    |      |
| Shanghai             | –    | –    | –    | –    | –    | g.t. | g.t. | g.t. | 1R   | –    |      |
| Parijs               | –    | –    | –    | –    | 1R   | 2R   | –    | –    | –    | 1R   |      |
| olympisch            |      |      |      |      |      |      |      |      |      |      |      |
| Olympische Spelen    | g.t. | –    | g.t. | g.t. | g.t. | g.t. | –    | g.t. | g.t. | HF   | g.t. |
| statistieken         |      |      |      |      |      |      |      |      |      |      |      |
| totaal aantal titels | 0    | 0    | 0    | 0    | 0    | 0    | 0    | 0    | 0    | 0    |      |
| eindejaarsranking    | 956  | 244  | 498  | 208  | 120  | 106  | 207  | 139  | 155  | 165  |      |